# Ольгерд Гурка
О́льгерд Гу́рка (пол. Olgierd Górka; 12 грудня 1887 — 26 листопада 1955) — польський історик, військовик, публіцист, дипломат, політик, речник польсько-українського порозуміння. Доктор філософії (1909).

## Біографія
Ольгерд Гурка народився в м. Рава-Руська. Закінчив гімназію в м. Золочів, навчався у Віденському університеті та Львівському університеті. Габілітований у Львівському університеті (1916).
Удосконалював знання з історії в École des Chartres (школі Хартій) у Парижі (Франція). Перед Першою світовою війною виїхав на Схід, навчався в університеті св. Йосифа в м. Бейрут (нині столиця Лівану) та Російському археологічному інституті в м. Стамбул. 1912–13 викладав у гімназіях.
У серпні 1914 вступив до Польського легіону, в якому перебував до 1917, вирісши з рядового до ротмістра.
1919 іменований майором. Військовий аташе Польщі в Берні (1919–20, Швейцарія) та Бухаресті (1920–23, Румунія). Закінчив Вищу військову школу в м. Варшава. 1925 вийшов у запас як дипломований майор.
Після того, повернувся до наукової та викладацької роботи. Був редактором «Dziennika Lwówskiego» (1927–30). 1930–39 — професор Львівського університету, одночасно генеральний секретар Східного інституту в Варшаві й директор Сходознавчої школи при цьому інституті. Член правління створеного 8 червня 1933 Польсько-українського товариства, головним завданням якого була «праця над поглибленням і розбудовою польсько-українського зближення» й поширення соціальної бази для реалізації ідей, проголошених у «Biuletynie Polsko-Ukraińskim». З початком Другої світової війни мобілізований у вересні 1939. Після поразки Польщі перебував у Румунії, згодом у Франції; працював у Лондоні (Велика Британія) при польському еміграційному уряді, займався національним питанням. Залишив посаду в грудні 1944. Восени 1945 повернувся до Польщі, де був директором Бюро з єврейських справ при МЗС ПНР (1946–47). Генеральний консул ПНР в Єрусалимі. В червні 1952 знову повернувся до Польщі. З 1954 — професор Варшавського університету.
Уже з перших кроків у науці особливу увагу звертав на зв'язок історії Польщі з історією Південно-Східної Європи. Піддав ревізії погляди польських істориків на події визвольної війни українського народу під проводом Б.Хмельницького (див. Національна революція (1648—1676)), критикував відображення цих подій в історичній трилогії Генрика Сенкевича (сторінки української історії у романі «Потоп»). Наголошував на потребі для польських істориків використовувати східні та українські джерела і відповідну історіографію; опублікував низку вартісних джерел з історії Східної Європи 15–17 ст. Застосована методика дала змогу Гурці суттєво скоригувати (у бік зменшення) чисельність татарських і козацьких військ, які в 17 ст. брали участь у війнах із Річчю Посполитою, піднісши натомість їхні військові якості.
Помер у м. Варшава.